# 조제프 필리프 레메르시에 라로슈

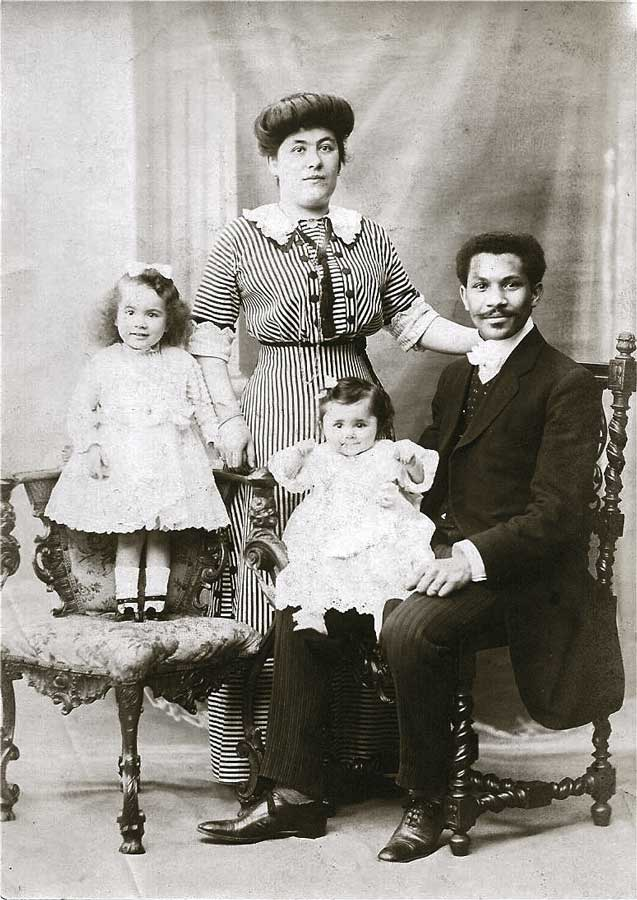
조제프 필리프 레메르시에 라로슈

조제프 필리프 레메르시에 라로슈(프랑스어: Joseph Philippe Lemercier Laroche, 1886년 5월 26일 ~ 1912년 4월 15일)는 아이티의 기술자였다. 그는 RMS 타이타닉호의 불운한 항해에서 알려진 아이티 혈통의 승객 세 명 중 한 명이었다.
그는 임신한 프랑스인 아내와 두 딸을 구명보트에 태웠지만 그들은 살아남았지만 살아남지 못했다. 조제프의 딸 루이즈 라로슈(Louise Laroche, 1910년 7월 2일 ~ 1998년 1월 28일)는 타이타닉호 침몰 사고의 마지막 생존자 중 한 명이다.
애틀랜타 작곡가 샤론 J. 윌리스의 3막 오페라인 '라로체'는 그의 삶을 바탕으로 한 작품으로 2003년 내셔널 블랙 아트 페스티벌의 일부로 그해 7월 18일 캘런월드 파인 아트 센터에서 초연됐다.